# Richard Gill
Richard David Gill (Redhill (Surrey), 11 september 1951) is een Engels-Nederlands wiskundige en statisticus. 

## Biografie
Gill studeerde van 1970 tot 1974 wiskunde en statistiek aan de Universiteit van Cambridge. Hij trouwde met een Nederlandse vrouw en emigreerde daarom naar Nederland. Hij werkte van 1974 tot 1988 bij het Mathematisch Centrum in Amsterdam. Hier promoveerde hij in 1979 op het proefschrift "Censoring and Stochastic Integrals", onder begeleiding Kobus Oosterhoff en Carel Scheffer. Van 1988 tot 2006 was hij hoogleraar aan de Universiteit Utrecht. Van 2006 tot aan zijn emeritaat in 2017 was hij hoogleraar wiskundige statistiek aan de Universiteit Leiden. Daarnaast was hij methodologisch adviseur bij het Centraal Bureau voor de Statistiek.
Gedurende zijn academische loopbaan was Gill promotor van 24 promovendi, waaronder Sara van de Geer en Remco van der Hofstad. Hij heeft ruim tweehonderd academische publicaties op zijn naam die ruim twintigduizend maal geciteerd zijn. Zijn werk richt zich op verschillende onderwerpen uit de wiskundige statistiek, waaronder censoring, telprocessen, stochastische calculus en asymptotische statistiek. Gill was hoofd-editor van Statistica Neerlandica, het peerreview-tijdschrift van de Vereniging voor Statistiek en OR. Van deze vereniging was Gill voorzitter en is hij erelid.
Sinds het begin van de eenentwintigste eeuw heeft Gill zich meermaals verdiept in statistische argumentaties die bij rechtszaken gebruikt werden. Dit deed hij voor het eerst in 2006 na de spraakmakende veroordeling in de zaak-Lucia de Berk. Verpleegkundige De Berk was aanwezig bij een opvallend aantal sterfgevallen en werd in 2003 tot een levenslange gevangenisstraf veroordeeld. Gill en Piet Groeneboom toonden aan dat het veel minder onwaarschijnlijk was dan gedacht dat een onschuldige verpleegkundige bij zoveel sterfgevallen aanwezig was: niet een kans van 1 op 342 miljoen, maar 1 op 49. Mede op basis hiervan, werd De Berk in 2010 vrijgesproken.
Ook bij soortgelijke zaken van verpleegkundigen Ben Geen in Engeland (2006), Daniela Poggiali in Italië (2021) en Lucy Letby in Engeland (2023) had Gill een kritische visie op de statistische redenaties die bij de veroordelingen gebruikt werden. De veroordeling van Poggiali is in hoger beroep ongedaan gemaakt.
Naast deze justitiële dwalingen komt Gill met enige regelmaat in de media met kritische analyses over verscheidene zaken, waaronder de toeslagenaffaire en de AD-Haringtest.
- Bibliothèque nationale de France: cb12478625h (data)
- DBLP: 63/4912
- Gemeinsame Normdatei: 171150317
- International Standard Name Identifier: 0000 0001 1647 0179
- Library of Congress Control Number: n87892270
- Mathematics Genealogy Project: 35026
- NARCIS: PRS1236308
- Nationale Bibliotheek van Israël: 987007430211505171
- Nederlandse Thesaurus van Auteursnamen: 068628900
- ORCID: 0000-0001-5821-9986
- ResearcherID: B-2863-2014
- Système universitaire de documentation: 085968021
- Virtual International Authority File: 55475388
- WorldCat: E39PBJxrQhDj4cV7kmXyx7rrMP